# Jan Baas (PvdA)
J.G.A. (Jan) Baas (24 oktober 1952) is een Nederlands bestuurder en politicus voor de Partij van de Arbeid (PvdA). Van 2004 tot januari 2018 was hij burgemeester van de gemeente Enkhuizen.

## Loopbaan
Na de opleidingen lts elektro en mavo te hebben afgerond volgde hij de opleidingen mbo sociale dienstverlening en hbo maatschappelijk werk. Hij werkte bij de sociale dienst van de gemeenten Amsterdam en Alkmaar. Bij de laatste gemeente was hij hoofd van de afdeling beheer en informatievoorziening. Jan Baas was van 1990 tot 1996 wethouder in Beverwijk. Van 1996 tot 2004 was hij burgemeester van de gemeente Wieringen en in 2004 werd hij burgemeester van de gemeente Enkhuizen.
In 2006 werd hij door de gemeenteraad van Zaanstad afgewezen als kandidaat-burgemeester voor deze gemeente; omdat in zijn periode als burgemeester te Wieringen het beleid, in woningbouwzaken, niet beheerst bleek. De conclusie van een onderzoek van Noord-Hollands commissaris van de koningin Harry Borghouts was dat Jan Baas wel integer had gehandeld.
Op 21 november 2017 heeft Baas zijn aftreden als burgemeester van Enkhuizen bekendgemaakt aan de gemeenteraad. Op 10 januari 2018 is hij opgevolgd door Albertine van Vliet-Kuiper, zij is waarnemend burgemeester.